# Рождественская, Наталия Андреевна
Наталия Андреевна Рождественская — российский учёный, доктор психологических наук, профессор кафедры психологии образования и педагогики факультета психологии МГУ, специалист в области педагогической психологии, создатель методик диагностики стратегий межличностного познания.

## Биография
В 1975 году окончила педагогический факультет МГИИЯЗ имени Мориса Тореза. В 1981 окончила факультет психологии МГУ им. М. В. Ломоносова, где работает с 1973 года. До избрания в должности профессора работала лаборантом, переводчиком, старшим лаборантом, младшим научным сотрудником, научным сотрудником и доцентом. Кандидатскую диссертацию по педагогической психологии на тему: «Формирование когнитивного компонента межличностного восприятия у старшеклассников» защитила в 1991 году, докторскую — в 2005 году. Тема докторской диссертации: «Способы межличностного познания и их формирование у учителей, родителей и школьников».

### Научные интересы
В докторской диссертации разработана концепция стратегий когнитивного компонента межличностного познания. Сделан вывод, что качественное познание личностных особенностей людей определяют следующие принципы:
1. Ориентация на полный охват личностных свойств человека. (Она включает анализ основных качеств, обусловливающих направленность, содержание, характер протекания и эффективность деятельности, к которым относятся: мировоззрение, интеллект, эрудиция, воля, эмоции, характер и способности.
2. Применение адекватных и существенных критериев их оценки.
3. Анализ внутренних и внешних факторов, влияющих на человека (личностные свойства, эмоциональные и функциональные состояния, здоровье, другие люди, обстоятельства и условия жизни человека).
4. Рассмотрение основных биографических данных и перспектив его развития.
5. Использование вероятностных суждений о нём.
6. Проверка суждений в практической деятельности, типичной для человека. Понимание личностных особенностей людей, основанное на этих принципах, позволяет избегать грубых ошибок при оценке поведения.

Н. А. Рождественской был предложен психолого-педагогический подход к совершенствованию межличностного познания на основе указанных принципов, а также проанализированы типичные ошибки, совершаемые людьми в процессе познания друг друга. Также раскрыта роль стратегий межличностного познания в понимании детей учителями и родителями (совместно с Е. В. Грачиковой (2002) и А. В. Разумовой (2004)). Изучены особенности становления и формирования стратегий межличностного познания у старшеклассников (совместно с А. В. Березиной (2003) и Ю. Е. Мужичковой (2008)), и факторы, оказывающие воздействие на адекватность образа сверстника у них (совместно с С. В. Малышевой (2003); К. А. Серебряковой (2004), Е. А. Писаревой (2006)). Предложена методика «Совершенствование стратегий межличностного познания» (в нескольких модификациях). Рассмотрены формы и условия её применения в процессе подготовки (совместно с И. В. Мельниковой (2006)) и повышения квалификации педагогов. Показано, что перенос основных принципов построения этой методики на методику формирования приёма когнитивной переработки эмоциональных переживаний, повышает качество психической саморегуляции студентов в целом. (Н. А. Зарембо, 2013). Предложена научно обоснованная «Методика диагностики межличностного познания» (совместно с А. В. Сориным (2012)).

## Педагогическая деятельность
На факультете психологии МГУ Н. А. Рождественская читает следующие курсы и спецкурсы:
- Педагогическая психология
- Педагогика: Теории воспитания
- Психология девиантного поведения
- Психологическая диагностика трудностей развития личности
- Теория и практика психологического консультирования
- Психодрама в психологической работе со старшеклассниками и студентами

На других факультетах МГУ читает курс «Основы психологии и педагогики» для магистрантов и аспирантов.

## Публикации
Н. А. Рождественская является автором монографии «Способы межличностного познания: психолого-педагогический аспект», учебного пособия «Как понять подростка», учебного пособия «Девиантное поведение и основы его профилактики у подростков».
Также Н. А. Рождественская является автором множества научных статей, среди которых:
- 2014 Межличностное познание
- 2014 Межличностное познание: имплицитные теории личности
- 2014 Межличностное познание: способы
- 2014 Межличностное познание: эталоны
- 2014 Педагогическое общение: межличностное познание
- 2011 Особенности межличностного познания и пути его формирования у педагогов
- 2011 Межличностное познание
- 2011 Межличностное познание: имплицитные теории личности
- 2011 Межличностное познание: способы
- 2011 Межличностное познание: эталоны
- 2011 Педагогическое общение: межличностное познание
- 2010 Interpersonal Cognition and Methods of its Development in Future Teachers
- 2010 Формирование у подростков конструктивных стратегий поведения в конфликтных ситуациях
- 2009 Диагностика способов межличностного познания подростков
- 2007 Когнитивный компонент межличностного познания учеников как показатель педагогического мастерства учителя
- 1992 Новое в сфере образования
- 1988 Роль стереотипов в познании человека человеком
- 1982 По страницам журнала «Instructional Science» (1972—1979 г.)